# خيران الصقلبي
خيران الصقلبي أو خيران العامري حاكم ألمرية ومرسية في عهد ملوك الطوائف.

## سيرته
نشأ خيران في كنف العامريين، فولي ألمرية للحاجب المنصور، ثم تدرج في المناصب في قصورهم حتى غدا من كبار الفتيان العامريين في زمن الحاجب المظفر. ولما حلّت النكبة بالعامريين عام 399 هـ بعد مقتل عبد الرحمن شنجول، فرّ خيران مع عدد من الفتيان العامرييين إلى شاطبة، وظل فيها إلى أن عاد إلى قرطبة في ولاية محمد المهدي بالله الثانية، وشارك في 8 ذي الحجة 400 هـ، في المؤامرة التي أطاحت برقبة المهدي بالله وأعادت الخليفة هشام المؤيد بالله إلى عرش الخلافة.
وعندما أطاح سليمان المستعين بالله وحلفاؤه من البربر بالخليفة المؤيد بالله عام 403 هـ، فرّ خيران مرة أخرى، ولكن إلى شرقي الأندلس، حيث سار أولاً إلى أريولة واستولى عليها، ثم استولى على مرسية، ثم انتزع ألمرية من يد أفلح الصقلبي في محرم 405 هـ، وفي عام 406 هـ، تحالف خيران مع علي بن حمود والي سبتة الذي زعم أن لديه كتاب من هشام المؤيد بالله يدعوه للأخذ بثأره، ويوليه العهد من بعده، على قتال سليمان المستعين بالله. ونجح خيران وعلي بن حمود وحليفهما زاوي بن زيري زعيم بربر صنهاجة في غرناطة، في هزيمة قوات المستعين بالله الذي قتله على بن حمود وأعلن نفسه الخليفة الجديد في 28 محرم 407 هـ. غير أن علي بن حمود حين تولى الخلافة، بدأ في الانتقام والفتك بكل معارضيه، ففر خيران إلى شرق الأندلس، وهناك وجد في شخص الأمير الأموي عبد الرحمن بن محمد بن عبد الملك بن عبد الرحمن الناصر لدين الله مرشحًا جديدًا للخلافة، فدعا له ولقّبه بالمرتضي، وانضم لدعوته المنذر بن يحيى التجيبي والي سرقسطة والثغر الأعلى وولاة شاطبة وبلنسية وطرطوشة وألبونت وغيرها. سارت تلك الجموع تريد قرطبة، غير أنها قاتلت أولا بربر صنهاجة بزعامة زاوي بن زيري، ودارت معركة كبيرة استمرت لأيام انتهت بمقتل المرتضي، وفرار حلفائه.
خلال تلك الفترة، كان علي بن حمود قد اغتيل في قصره، وخلفه أخوه القاسم بن حمود الذي لجأ إلى استمالة خيران ورفاقه من الفتيان العامريين المتغلبين على شرقي الأندلس، إلا أن دعوته تلك لم تلق استجابة من خيران الصقلبي. شهدت الأعوام التالية حالة من الاضطراب والتكالب على الخلافة بين الأمراء الأمويين وأمراء بني حمود حتى استقر الأمر ليحيى المعتلي بالله في رمضان 416 هـ، الذي غادر قرطبة في أوائل المحرم 417 هـ إلى مالقة، وخلف على المدينة حامية بربرية من ألف رجل بقيادة وزيرين له لإدارة المدينة. في تلك الأثناء، زار خيران وزميله زهير الصقلبي قرطبة، وألّبا أهلها على الحامية البربرية، فاستجاب أهل قرطبة لدعوتهما، وفتكا بالحامية في 20 ربيع الأول 417 هـ، وبقيت المدينة في حالة من الاضطراب إلى أن نصّب أهل قرطبة هشام المعتد بالله خليفة في 25 ربيع الآخر 417 هـ.
اهتم خيران بألمرية التي جعلها قاعدة لحكمه، فزاد في بناء مسجدها عام 410 هـ، ومدّد سور المدينة من الجبل إلى البحر، وقد ظل خيران حاكمًا على ألمرية ومرسية وأعمالهما إلى أن توفي في جمادى الآخرة 419 هـ، وخلفه زهير الصقلبي.